# Parafia św. Katarzyny Aleksandryjskiej w Śmiczu
Parafia św. Katarzyny Aleksandryjskiej w Śmiczu – parafia rzymskokatolicka w metropolii katowickiej, diecezji opolskiej, dekanacie bialskim.

## Historia
Parafia w Śmiczu istniała już w XIII wieku. Pierwsze wzmianki pisemne pochodzą z 1223. W XIV w. w źródłach pojawiają się wzmianki o kościele. Obecny kościół rozpoczęto wznosić w 1750 według projektu Jana Innocentego Töppera z Prudnika. Ostateczny kształt nadały mu prace przeprowadzone w latach 1831-1841. Zniszczony w czasie II wojny światowej, został odrestaurowany w 1953. Obecnie parafia liczy 553 wiernych. Do parafii należą Śmicz i Miłowice. W Miłowicach istnieje kaplica poświęcona św. Łukaszowi Ewangeliście. Cmentarze parafialne posiadają zarówno Śmicz, jak i Miłowice.